# 군사용 로봇

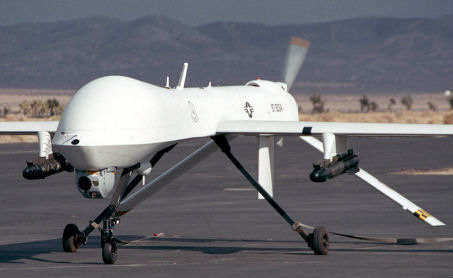

군사용 로봇(영어: military robot)은 인간을 대신하거나 보조하며, 군사작전을 수행하는 지능형 로봇이다. 군사용 로봇은 기온차가 큰 야외환경이나, 폭탄이 터지는 가혹한 환경에서 주로 작동해야 하므로, 부품 내구성과 높은 신뢰성 기술을 필요로 한다. 특히 험준한 지형에서 이동해야 하므로 자율이동기술에 대한 높은 수준의 연구가 필요하다.
군사용 로봇은 직접 전투에 참가하는 전투용 로봇과 지뢰 제거작업과 같은 지뢰제거 로봇, 물품의 수송을 맡는 견마 로봇(빅독 등이 유명), 감시 경계임무를 수행하는 감시경계 로봇 등으로 분류된다.

## 군사용 로봇의 역사
전투용 군사로봇이 실제 전장에 투입된 대표 사례는 2차 세계대전으로 거슬러 올라간다. 당시 자폭전차인 ‘골리앗’ 등이 원격조종 형태로 운용됐으며 1997~1999년 보스니아 내전과 코소보 전쟁에서도 지뢰를 탐지하고 제거하는 무인로봇이 투입된 바 있다. 2001년 9월 미국이 아프가니스탄을 공격했을 당시 군사로봇은 전세를 뒤바꾸는데 공을 세웠다. 이때 사용된 것이 미국 방산업체 아이로봇이 개발한 군사용 정찰로봇 ‘팩봇’(Packbot)이다. 배낭에 짋어지는 형태의 팩봇은 무너진 건물 잔해 속에서 사람이나 폭발물을 찾을 수 있으며 교전 발생 시 원거리 및 연속사격이 가능한 산탄총이 장착돼 있어 군사의 희생을 줄이는데 활약했고, 덕분에 미국은 전세를 뒤집는데 성공했다.

## 대한민국의 군사용 로봇 개발

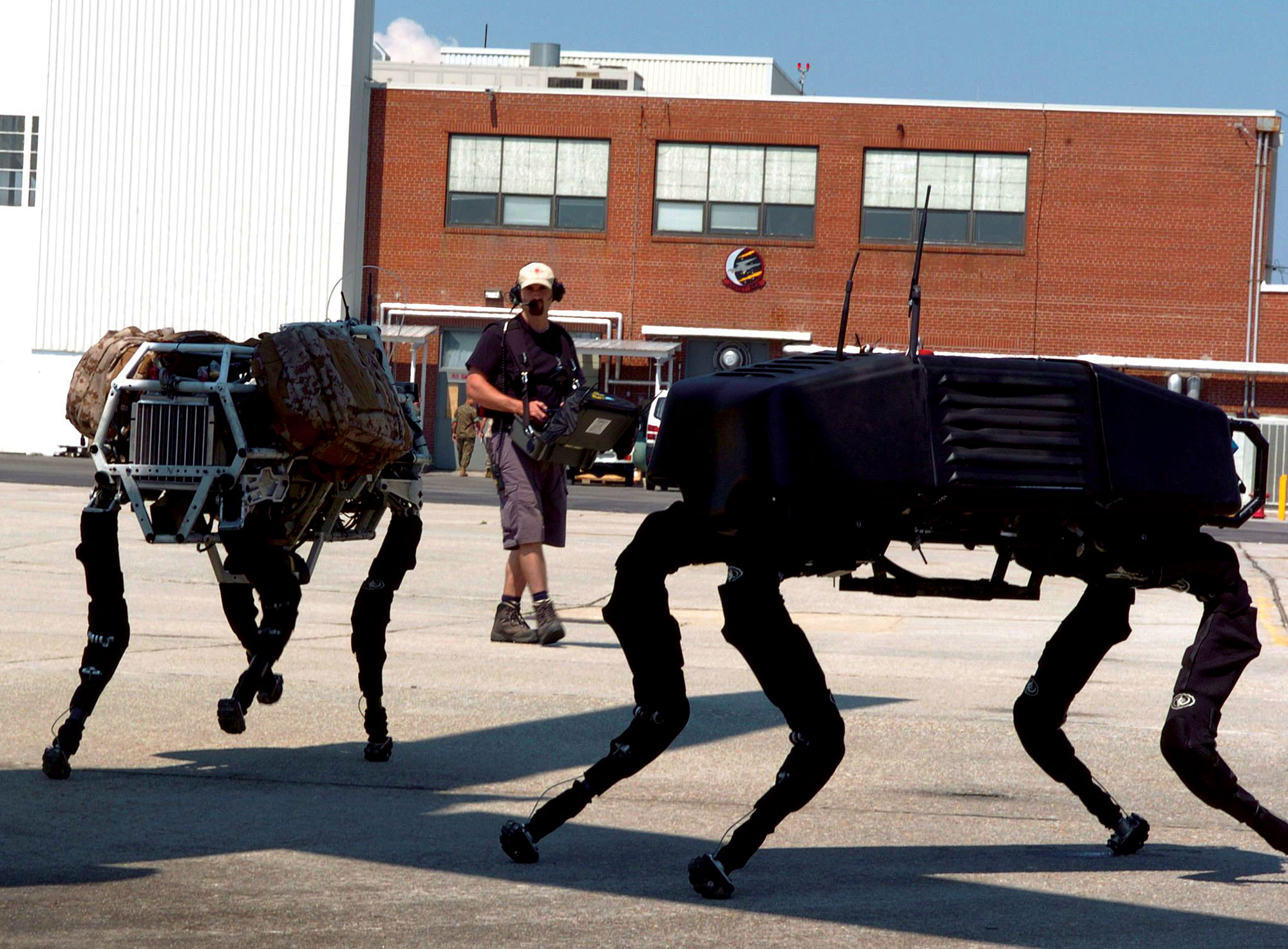
Big dog military robots

2000년대에 들어 군사로봇이 승리 전적을 쌓는 공신으로 자리 잡으면서 한국 역시 전투용 로봇 개발에 박차를 가했다. 그 결과 2005년에는 독자적인 기술로 개발한 이지스 로봇을 이라크에 파병된 자이툰 부대에 실전 배치했다. 경계용 로봇인 이지스 로봇은 주야간 목표 식별과 추적 및 K2 소총을 이용한 사격도 가능하다.
2007년에는 지능형 감시경계로봇이 비무장지대에 배치됐고, 2010년에는 한국의 퍼스펙이 개발한 휴대용 다목적 군사로봇 ‘스카봇’(scobot)이 선보여졌다. 최근에는 드론이나 무인수색차량 등의 장비 개발에도 예산이 쏟아지면서 기술수준도 꾸준히 향상되고 있다.
2013년 국방기술품질원이 발표한 국방과학기술조사서에 따르면 한국의 군사용 지상로봇 기술 수준은 선진권에 속한다. 100점 만점을 기준으로 미국이 1위(100점)에 올랐고, 뒤를 이어 이스라엘과 독일, 프랑스, 영국, 일본이 최선진권(100~91점) 및 선진권(90~81점) 유지를 위해 애쓰고 있으며 한국은 81점으로 일본 다음을 차지했다. 2016년 기본적인 탐지·수색임무를 수행할 수 있는 견마 로봇, 비행기지 주변 감시용 무인정찰차량 정도가 개발됐다. 군사로봇 기술 발전을 위해 로봇이 전투를 벌이는 ‘초대형 전쟁터’인 국방로봇센터도 국내에 처음 마련될 예정이다. 2년 내에 모습을 드러낼 이곳은 군인들이 부대에서 훈련을 받듯 로봇 역시 실전을 방불케 하는 강도 높은 테스트를 받는 장으로서, 370만㎡(약 112만 평) 규모의 부지에 국방로봇 연구센터 및 26종의 실험‧시험장비가 들어선다. 미국의 경우 국방로봇/수술로봇/AI로봇,  EU에서는 헬스케어로봇/제조 산업용 로봇/전문서비스 로봇, 일본은 제조 산업용 로봇/헬스케어로봇/휴머노이드 로봇 등의 주도권을 잡고 있다.

### 다족 보행 로봇
현대로템은 2022년부터, 2024년 상용화를 목표로 대테러 작전용 다족 보행 로봇 개발에 착수했다. 2024년 하반기에는 실제  군에 시범 배치될 예정이다. 국내 산업용 로봇 제조업체 레인보우로보틱스와 함께 개발하는 다족 보행 로봇은 4개의 다리를 통해 자유자재로 이동이 가능하며 임무에 맞게 로봇팔, 원격 무장 체계, 최루가스 살포기 등을 탈부착할 수 있는 게 특징이다.

### 자폭 로봇
한화디펜스는 SG(Smart Grenade)라 불리는 초소형 자폭 로봇도 개발했다. 무게는 700g에 불과하지만, 좌우에 달린 고무바퀴를 이용해 빠르게 움직인 뒤 건물 내부나 엄폐물 뒤에 숨어 있는 적을 발견하면 최루탄 또는 고폭탄을 근접거리에서 작동시킬 수 있다.

### 웨어러블 로봇
LIG 넥스원은 '웨어러블 로봇'을 개발 중이다. 웨어러블 로봇은 아이언맨의 슈트처럼 입기만 해도 신체 능력이 향상된다는 게 특징이다. 하체 장애가 있는 사람도 일반인처럼 걸을 수 있고, 무거운 물건을 다루는 작업자들의 근력을 지원해 작업 부하를 낮출 수 있다.

LIG넥스원의 웨어러블 로봇 착용 모습

이 웨어러블 로봇을 착용하면 완전 군장(약 40㎏)한 병사가 시속 10㎞까지 달리는 것도 가능하다. 이는 일반 보병 행군 속도의 두 배에 달하는 수준이다. LIG넥스원 관계자는 “인천국제공항에 근무하는 직원들을 대상으로 웨어러블 로봇을 시범 도입한 바 있다”며 “앞으로 군에서도 도입할 수 있도록 추가 연구 개발을 진행할 방침”이라고 말했다.

## 군사용 로봇 개발에 필요한 기술
지능형 로봇은 인간의 골격과 손에 해당하는 기구부와 매니퓰레이터(manipulator), 근육에 해당하는 액추에이터(actuator), 오감에 해당하는 센서, 인간의 두뇌와 같은 기능을 담당하는 제어기 등으로 구성되어 있다. 제어기는 인간의 두뇌와 마찬가지 로 로봇에 있어 가장 중요한 요소이다. 그러므로 로봇이 다양한 사용 목적에 맞도록 작동되기 위해 서는 그에 상응하는 제어 이론이 탑재된 제어기가 필수불가결하고 또한 제어와 로봇을 분리하여 고찰하는 것은 무의미하다고 할 수 있다.

### 자율이동 기술
자율이동 기술은 자유롭게 이동할 수 있는 기술로써, 바퀴형, 4족형, 2족형 등의 이동 메커니즘으로 분류된다. 바퀴형의 경우 경로계획과 제어기술이, 4족형의 경우 미국의 Big Dog과 같은 야지를 이 동하며, 자세의 균형을 유지할 수 있는 기술이 핵 심이다. 2족형의 경우, 아시모와 휴보가 보여주는 것처럼, 인간의 보행형태를 실현하는 기술이다. 현 재는 4족형의 경우 90수준(노새와 같은 이동 지수) 에 도달한 것으로 보이며, 2족형의 경우 50의 수준 (막 걸음마를 배운 5세의 이동지수)에 머문 것으로 판단된다. 아시모의 경우 계단 오르기, 5km/h의 속도로 달리기 등이 가능하나, 한국의 휴보와 마찬 가지로 약간의 돌출물(카펫의 가장자리 등)도 감지 를 못해 넘어지는 한계를 보이고 있다.

### 위치인식 기술
위치인식 기술은 기계가 스스로 공간지각능력 을 갖는 것으로서, 물체인식과 더불어 인공지능 기술이 기반이 된다. 물체인식과 더불어 2세대 인지기술로서, 로봇의 자율이동 기능 구현에 핵심이 되는 기술이다. 센서기반, 마크기반, 스테레오 비전 기반 위치인식 기술 등 다양한 접근법이 연구되고 있다.

## 해외의 군사용 로봇

### 미국

미 육군과 해병대, 특수부대가 도입해 실전에도 활용한 자폭형 무인기 스위치 블레이드

미국은 군사용 로봇 분야의 선두 주자이며, 무인로봇을 이미 전장에 배치하고 있다. 시사주간지 ‘이코노미스트’는 2012년 6월 미국은 2012년에만 지상 로봇에 6억 8,900만 달러를 투입하여 세계에서 로봇에 가장 많이 투자하는 국가로 지정했다. 미군은 폭탄 탐지나 병참 지원용으로도 4,000여 대의 로봇을 운용하고 있다. 또한 브루킹스 연구 소의 피터 싱어는 2009년 1월 발간한 ‘로봇과 전쟁 (Wired for War)’에서 미국이 무인지상차량을 1만 2,000대 보유하고 있다고 주장하였다. 미국은 육군, 해군, 공군 모든 부분에서 로봇과 무인 기술을 이용한 전력 확대를 꾀하고 있다. 특히 해전(海戰)에서의 우위를 위해 자율 로봇 전함과 무인 보트 기술을 개발하는 등 앞서나가고 있다. 미국은 지난해 말 자율적으로 임무를 수행하는 로봇 전함 ‘씨헌터(Sea Hunter)’의 첫 성능 테스트를 성공적으로 완수한 것으로 알려진다. 샌디에고 해안에서 성능 테스트를 마친 자율 잠수함 씨헌터는 속도, 기동성, 안정성, 내항성, 가속/감속 및 연료 소비 등 모든 항목에서 당초 목표를 능가해 2018년 실전 배치가 가능할 것으로 예상된다. 미 해군은 이와 함께 팀 운항이 가능한 무인 보트 기술을 개발해 정찰, 테러 대응 등 해상 작전 역량을 강화하고 있다. 드론 정찰선은 2년전만 해도 각종 위협에 대해 개별 대응만 가능했으나 군집 드론간의 팀워크가 가능해져 기동성과 현장 대응 능력이 크게 높아졌다는 평가다.

### 러시아

러시아의 멀티콥터 드론

지상로봇으로 차세대 경량 무인전차(UGV)를 개발하고 있는데 최첨단 화력, 방호력, 기동력을 갖고 있고, 최신 장갑기술이 적용됐다. 해상로봇으로 1980년대 후반에 ‘MT-88’ 체계를 개발하였고, 러시아과학원(RAS; Russian Academy of Science) 등에서 무인수상정(USV)/무인잠수정(UUV)을 개발하였다. 러시아 역시 로봇 중심 군사력 증강 방안을 적극 모색하고 있다. 러시아는 올해 국방 예산이 27% 삭감됐지만 로봇 무기에 대한 투자는 강화하고 있는 것으로 파악된다. 푸틴 러시아 대통령은 최근 러시아군에 군대 현대화와 ‘지능형 무기(intelligent weapons)’ 개발을 지시했다. 드미트리 로고진(Dmitry Rogozin) 부총리 역시 미래의 전쟁은 로봇을 적극 활용할 것이라고 강조한 바 있다. 지난해 말에는 정밀 감시기능을 갖춘 감시 및 정찰 로봇인 ‘플라이트(Flight)’와 다수의 유탄발사기를 탑재한 로봇인 ‘알파 디바이스(Alpha Device)’ 등 군사로봇을 공개한 바 있다.

### 중국

중국의 무인 헬리콥터

지상로봇은 소방방재용으로 개발이 추진되어 화재지역에 활용되고 있다. 해상로봇으로는 2008년 로봇형 무인잠수정 ‘CR-02’를 개발했다고 발표했는데 심해에서 명령수행, 운 항제어, 감시 및 원격조종, 수중 탐지 능력을 구비하였다. 중국은 지난해 군용 드론으로 수차례 화제가 됐다. 국유기업인 중국항천과공집단공사(CASC)가 만든 군용 드론 차이훙(레인보우)이 CH-4 미사일을 발사하는 장면이 공개돼 주변국의 큰 관심을 끌었다. 또 나이지리아 북동부에서는 중국제 드론을 닮은 무장 드론의 잔해가 발견되는가 하면 이라크군이 CH-4로 극단주의 무장단체 ‘이슬람국가'(IS)의 진지를 폭격하는 동영상이 공개되는 등 다양하게 이름을 알리고 있다. 특히 CH-4는 1000km 밖에서 드론을 조종해 미사일을 발사할 수 있어 해외에 직접 가지 않고도 드론을 통해 공대지, 공대함 미사일을 발사할 수 있다. 이와 함께 넓은 활주로가 없이도 활용할 수 있는 무인 헬리콥터 ‘V-750’을 선보였다. 중간 크기의 무인전투기인 V-750은 최소 두 개 이상의 50kg 대전차 미사일을 탑재할 수 있으며 군단이나 사단본부가 아닌 대대나 부대 차원에서 운영될 수 있다.

### 일본

일본의 군용 드론 활용 개념도

일본은 지난해 7월 10일 일본 참의원 선거에서 아베 정권 세력이 3분의 2이상 휩쓸면서 1947년 이래로 전쟁을 불법화한 일본 헌법 9조(일명 평화헌법) 개정이 가능한 상황에 이르렀다. 일본은 무인 드론을 개발, 배치하는데 3억 7200만 달러를 투입할 계획이며 미국의 노스롭 그루먼 글로벌 호크(Northrop Grumman Global Hawk) 드론 3대를 도입할 것으로 알려졌다. 또 향후 20년 내에 ‘전투용 드론 제트기’를 자체 개발할 계획도 갖고 있다. 일본의 항공자위대(JASDF)가 공개한 미래 전략에 따르면 2040~2050년 사이에 군용 드론이 인간 조종사와 함께 편대를 이루면서 자율적으로 목표물을 공격하는 작전을 구상하고 있다. 무엇보다 그동안 일본 방위성이 추진해온 국방 연구 프로젝트에 전혀 참여하지 않았던 58개 대학과 22개 공공기관이 지난해 대거 참가함에 따라 앞으로 일본의 군사 로봇 기술 개발은 더욱 가속화할 것으로 보인다.

## 군사용 로봇의 미래

### 무인 항공기

군단 정찰용 무인항공기(UAV)-2

현재 무인항공기는 무게 25kg, 고도 150m이내에서 외부 조종사에 의해 시계내에서 조종을 하고, 광학 카메라를 탑재하여 촬영, 정찰, 감 시등의 목적으로 주로 운용되고 있으나, 인공지능의 발달, 고성능의 임 무장비 탑재, 3D 프린팅 기술 및 SW기반 항공전자의 발달에 힘입어 미래에는 물자수송, 정밀농업, 승객수송 분야에서 역할을 수행할 것으 로 예상되고 있다. 현재까지 무인항공기는 주로 군용으로 고가로 한정된 수량으로제작되어 일부 사람들에게 활용이 사용되었으나, 전자기술의 발달에힘입어 고성능의 무인기 부품 가격이 낮아짐에 따라 민수분야에서활용이 날로 증가되고 있다. 국내의 무인기 기술 수준 및 ICT 기술수준을 고려하면, 새로 성장하는 무인기 개발 시장은 우리나라에게 새로운성장동력으로 자리매김 할 수 있을 것으로 보인다. 따라서 미래 무인기선도기술을 개발하고, 제품의 국산 경쟁력을 강화하면 국내 무인기산업은 새로운 분야에서 부가가치를 창출할 수 있을 것이다.

### 드론

대한항공 등이 개발한 한국형 중고도 무인기(MUAV)이다.

국내 드론 산업은 군수 위주로 시작되어 세계 7위권의 기술력을 확보한 것으로 평가되고 있다. 무인기 분야의 연 구개발은 국방과학연구소와 한국항공우주연구원 등 정부출연연구소가 주도하는 가운데, 한국항공우주산업, 대한 항공이 주로 체계종합(System Integrator) 및 비행체 개발을 담당하고 LIG넥스원, 삼성탈레스, 삼성테크윈 등의 대 기업을 포함한 중소업체들이 부체계 기술을 개발하고 있다. 드론 기술의 발전은 전쟁과 밀접한 연관을 맺고 있으며, 글로벌 드론 전문기업들의 경우에도 시장의 규모로만 본 다면 현재까지는 군사용 드론시장이 가장 크다. 또한, 많은 글로벌 기업들이 군사용 드론에 눈독을 들이고 있다. IB 타임즈에서 제시한 2014~2015년 전 세계 최대의 드론 기업은 보잉(Boeing), 제너럴 아토믹스(General Atomics), 록히드 마틴(Lockheed Martin), 노스롭 그루먼(Northrop Grumman) 등의 미국의 군수 기업들이다. 보잉은 수소연료로 비행하는 팬텀 아이를 최근 테스트 비행을 하면서 6만 5천 피트 상공에서 급유 없이 4일을 비행할 수 있음을 자랑하고 있고, 제너럴 아토믹스는 아프가니스탄에 배치되어 드론의 군사적 이용의 새 장을 열었다고 평가받는 프레데터(Predator)의 전 세계 배치를 통해 매출이 급성장하고 있으며, 록히드 마틴은 보잉과 마찬가 지로 급유 없이 4일을 비행할 수 있는 스토커(Stalker) 등을 주력 제품으로 내놓고 있다.

## 윤리적 문제
무기는 ‘도구’일 뿐이며 그 쓰임새는 인간이 결정해야 한다는 것은 너무나 당연한 이야기다. 하지만 인공지능 무기들의 시대가 열리면서, 이 당연한 상식이 더 이상 통용되지 않을 것이라는 우려가 점점 커진다. 이 보고서는 스위스 제네바 유엔 본부에서 이날 열린 재래식무기금지협약(CCW)의 ‘치명적 자율무기 시스템(LAWS)’에 관한 비공식 전문가회의에 맞춰 공개됐다. 2014년에 시작돼 올해 세 번째 회의다. LAWS는 바꿔 말하면 스스로 결정해 살상을 저지를 수 있는 킬러 로봇이다. 지난해 회의에 참석한 한국 은 통제받지 않는 무기 때문에 “오작동 위험과 책임성 공백, 윤리적 우려들이 제기된다”고 언급했다. 국제적십자위원회(ICRC)는 “목표물을 정하고 공격을 실행하는 무기의 핵심기능을 인간이 통제할 필요가 있다는 공감대가 형성된 것으로 보인다”고 밝혔다. 실제로 국제사회에서는 킬러 로봇 개발을 막으려는 운동이 활발하다. 구심점은 2013년 휴먼라이츠워치, 국제앰네스티 등 26개국 61개 단체들이 결성한 ‘스톱 킬러 로봇’ 캠페인이다. 지난달 세계 최대 연금기금인 ‘노르웨이 연금펀드 글로벌’은 킬러 로봇 개발에 투자하는 기업들을 모니터링하겠다고 밝혔다.
‘로봇(robot)’의 어원이 ‘노동’ 에서 유래하듯 공상과학소설이나 영화에서 로봇의 대부분은 인간의 힘든 노동을 대신하거나 인간의 명령 에 무조건 복종하는 인간을 위한 도구로 그려졌다. 이 렇게 상상으로만 존재하던 로봇은 1960년대부터 실제 산업 현장에 투입되어 인간의 고된 육체노동을 대신하는 충실한 도구로서의 역할을 수행해왔다. 하지만 인공지능과 결합된 오늘날의 로봇은 더 이상 단순한 수동적 기계에 머무르지 않고 인간의 정신적, 감정적 노동까지 대신하는 “인조지능(synthetic intellect)”을 가진 형태로 진화하고 있다. 의료 로봇, 전투 로봇, 교육용 로봇, 애완견 로봇, 그리고 인간과 감 정적 소통이 가능한 사회적 로봇의 등장까지 로봇은 눈 부신 진화를 거듭하고 있다. 문제는 이전에는 볼 수 없 었던 다양한 지능형 로봇들이 인간의 모든 활동 영역 안으로 들어오게 되면 로봇 스스로 어떤 윤리적 판단이 나 결정을 내려야 하는 상황들이 발생할 가능성이 커지 게 되는데, 그 판단이나 결정이 인간에게 어떤 영향을 미칠지 알 수 없다는 것이다. 예를 들어 전투 로봇은 그 것을 사용하는 과정에서 복잡한 윤리적 문제를 야기한 다. 로봇이 잘못된 판단을 하거나 기술 자체에 오류가 있을 경우 무고한 인간들이 목숨을 잃을 수 있으며, 혹 은 테러리스트가 전투 로봇을 사용할 경우 인류에게 큰 재앙을 가져올 수 있다. 로봇윤리가 필요한 이유는 바 로 이 때문이다. 로봇의 판단이 인간의 생사에 영향을 끼칠 수 있는 상황이 되면서 로봇의 모든 판단과 결정 에는 윤리적 요소가 들어갈 수밖에 없다. 로봇윤리는 로봇이 인간의 통제를 벗어날 경우 일어날지도 모르는 재앙을 예방하기 위한 수단으로, 그리고 인간과 로봇 간의 관계에서 발생할 수 있는 수많은 윤리적 문제들을 해결하기 위한 지침서로서의 역할을 수행한다.

## 미디어 속 군사용 로봇

영화 '아이언맨'에 나오는 인공지능 집사 '자비스'

미래 IT분야 격전지로 '퍼셉추얼 컴퓨팅(perceptual computing)'이라는 새 분야가 주목받고 있다. 이는 컴퓨터에게 사람의 손짓과 손가락 움직임, 말과 목소리, 지문을 포함한 생체정보와 감정까지 알아차리고 그에 알맞게 동작하도록 만드는 기술을 가리킨다. 이를 둘러싸고 주요 글로벌 업체들의 관련사업 추진과 외국 벤처업체에 대한 투자가 끊이지 않는다. 퍼셉추얼 컴퓨팅의 가능성을 보여주는 전형적인 사례는 영화 아이언맨 시리즈에 등장하는 인공지능 컴퓨터 '자비스'의 능력과 일처리 방식이다. 자비스는 가상 인격을 갖춘 개인 비서로 영화 시리즈 초반부터 주인공 토니 스타크의 저택 지하실에서 움직이는 공업용 및 생활보조 로봇으로 등장한다. 알고 보면 아이언맨 슈트 못지 않은 첨단기술의 결정체다. 자비스는 배우 로버트 다우니 주니어가 연기한 군수업체 스타크인더스트리의 무책임한 최고경영자(CEO), 토니 스타크의 업무외 시간 일상생활을 거드는 집사에 가깝다. 작중 자비스가 모습을 드러내는 방식은 지하실에서 돌아다니는 로봇팔, 토니 스타크를 상대로 수다를 떠는 목소리, 토니 스타크의 손짓과 음성 명령에 따라 움직이는 3D 홀로그램 기반 컴퓨터, 수십종류의 아이언맨 슈트 등, 광범위하다. 그 역할은 거의 만능이다. 일단 아이언맨 시리즈에서 자비스는 토니 스타크가 아이언맨 슈트를 만들 때 설계, 부품제작, 조립, 테스트구동, 결함 보완, 완성 이후 업그레이드 등 전과정을 거든다. 토니 스타크가 집을 떠나 아이언맨으로 활약중일 땐 슈트의 기계적 안정성 외에도 주인의 생물학적 컨디션을 염려하기도 한다.
또 자비스는 인간의 감정을 '이해'하지는 못하더라도 '대응'할 수는 있는 것처럼 묘사된다. 토니 스타크는 온갖 잘난 개인적 능력과 사회적 배경을 바탕으로 젠체하는 까칠하고 괴짜스러운 인물이나, 속내는 인간관계에 서툴고 외로움을 많이 타는 성격으로 묘사된다. 그런 토니 스타크에게 언제나 가까이에서 그를 지원하는 자비스는 친구'와도 같다.

## 같이 보기
- DARPA 그랜드 챌린지
- 휴먼인더루프
- 미사일 유도
- 네트워크 중심전
- 동력형 외골격
- 배틀로봇
- 로봇공학의 삼원칙

## 참고 문헌
1. 엄위섭, 김연규, 이주희, 최기혁, 심은섭. (2013). "지능형 로봇의 발전 동향". 항공우주산업기술동향 11권1호 pp. 150~160
2. 박현섭, 고경철, 김홍석, 이호길. (2007). "지능형로봇 기술개발 현황". 로봇공학회 논문지 제2권 제2호 pp. 191~195
3. 김선향. (2020). "지능형 로봇의 현재와 미래". 한국정보기술학회지 제 16권 제 1호 pp.7~12
4. 정지훈. (2015). "드론의 발전현황과 향후 시장전망". Korea science 2015년 7월호 pp.40~47
5. 윤광준. (2015). "드론 핵심 기술 및 향후 과제". Korea science 2015년 7월호 pp.52~54
6. 유온순, 조미라. (2018). "포스트휴먼 시대의 로봇과 인간의 윤리". 한국콘텐츠학회논문지 '18 Vol. 18 No. 3 pp.592~598
7. 윤철용, 강왕구. (2015). "무인항공기 개발 현황 및 발전방향". 2015년 한국방송공학회 하계학술대회 pp.310~311